# The Disaster Artist (film)
The Disaster Artist – amerykański komediodramat z 2017 roku w reżyserii Jamesa Franco na podstawie książki Grega Sestero pod tym samym tytułem. Film opowiada o historii powstawania filmu The Room, stworzonego przez Tommy’ego Wiseau.

## Obsada[1]
- James Franco jako Tommy Wiseau
- Dave Franco jako Greg Sestero
- Seth Rogen jako Sandy Schklair
- Ari Graynor jako Juliette Danielle
- Alison Brie jako Amber
- Jacki Weaver jako Carolyn Minnott
- Josh Hutcherson jako Philip Haldiman

## Produkcja
Zdjęcia kręcono w Los Angeles.

## Krytyka
Film spotkał się z pozytywnym przyjęciem krytyków. W serwisie Rotten Tomatoes film osiągnął 91% ze średnią ocen 7.7 na 10.
Chris Agar ze ScreenRant o filmie wyraził się bardzo pozytywnie, twierdząc, że to „ujmująca opowieść o przyjaźni i pogoni za marzeniami”. Konrad Kozłowski z serwisu Antyweb stwierdził, że „The Disaster Artist to emocjonalny rollercoaster, bo choć przez większość seansu nie będziemy w stanie pozbyć się uśmiechu z twarzy, to przez cały czas towarzyszy nam myśl, o tym, jak niektóre z ukazanych wydarzeń musiały być ciężkie czy to dla Wiseau, Sestero, ich znajomych czy członków ekipy odpowiedzialnej za  The Room. Finałowa scena z premierowym pokazem The Room została świetnie wyważona i ci, którzy nie znają tej historii mogą liczyć na niemałą niespodziankę”. Natomiast Adam Kruk w swojej recenzji na Filmwebie napisał: „(..)The Disaster Artist pozostaje opowieścią o inspirującej roli przyjaźni, a przede wszystkim pochwałą nieśmiertelnej wiary w amerykański sen. W Hollywood wciąż może się on ziścić – jeśli nie jako Obywatel Kane, to jako Obywatel Kane wśród najgorszych filmów, jak nazwano The Room””.